# Liste von Persönlichkeiten der Stadt Denver
Die Liste von Persönlichkeiten der Stadt Denver enthält Personen, die in Denver, der Hauptstadt des US-Bundesstaates Colorado geboren wurden, sowie solche, die in Denver ihren Wirkungskreis hatten, ohne hier geboren zu sein. Beide Abschnitte sind jeweils chronologisch nach dem Geburtsjahr sortiert. Die Liste erhebt keinen Anspruch auf Vollständigkeit.

## In Denver geborene Persönlichkeiten

### Bis 1900
- Paul Rader (1879–1938), Prediger, Kirchenlieddichter und Pionier der Radioevangelisation
- Douglas Fairbanks senior (1883–1939), Filmschauspieler, Regisseur, Drehbuchautor und Produzent
- George Alexander Parks (1883–1984), Politiker
- Antoinette Perry (1888–1946), Schauspielerin und Regisseurin
- Paul Whiteman (1890–1967), Orchesterchef und Bandleader
- Margaret Titcomb (1891–1982), Bibliothekarin, Historikerin und Ethnologin
- Joseph Walker (1892–1985), Kameramann
- Curt P. Richter (1894–1988), Psychologe und Verhaltensforscher
- Teller Ammons (1895–1972), Politiker
- Elbridge G. Chapman (1895–1954); Generalmajor der United States Army
- Kenneth B. Wolfe (1896–1971), Generalleutnant der US Air Force
- Edward Eagan (1897–1967), Sportler
- Arthur Loft (1897–1947), Schauspieler
- Theodora Kroeber Quinn (1897–1979), Ethnologin und Autorin
- Robert Bischoff (1899–1945), Filmeditor
- Mary Colston Kirk (1899–1990), Jazzmusikerin
- James Smith McDonnell (1899–1980), Flugzeugkonstrukteur und Geschäftsmann

### 1901 bis 1920
- John A. Carroll (1901–1983), Politiker
- John B. Goodman (1901–1991), Art Director und Szenenbildner
- Charles W. Morris (1901–1979), Semiotiker und Philosoph
- Harold M. Skeels (1901–1970), Psychologe
- Junius F. Brown (1902–1970), Gestaltpsychologe, Wahrnehmungsforscher und Sozialpsychologe
- Charles Cecil Pollock (1902–1988), Maler
- Charles F. Ramus (1902–1979), Künstler und Pädagoge
- Charles F. Brannan (1903–1992), Jurist und Politiker
- Anne Roe (1904–1991), klinische Psychologin und Forscherin
- Caroline Fletcher (1906–1998), Wasserspringerin
- Mary Chase (1907–1981), Schriftstellerin
- Edwin McArthur (1907–1987), Dirigent, Pianist und Komponist
- Eddie Tolan (1908–1967), Sprinter und Olympiasieger
- Polly Ann Young (1908–1997), Filmschauspielerin
- Jerry Livingston (1909–1987), Liederschreiber und Komponist
- James R. Webb (1909–1974), Drehbuchautor
- Robert Light (1911–1997), Filmschauspieler
- Marie Osborne (1911–2010), Filmschauspielerin
- Johnny Mauro (1910–2003), Rennfahrer und Ferrari-Importeur
- Glenn Morris (1912–1974), Leichtathlet
- Gwen Bagni (1913–2001), Drehbuchautorin
- Bill Finger (1914–1974), Comic-Autor
- Stephen McNichols (1914–1997), Politiker
- Jacob Henry Baer, genannt Buddy Baer (1915–1986), Schwergewichtsboxer und Schauspieler
- Keith L. Ware (1915–1968), Generalmajor der United States Army
- Ruth Handler (1916–2002), Gründerin der amerikanischen Spielwarenfirma Mattel
- Paul Quinichette (1916–1983), Jazz-Tenor-Saxophonist
- Artie Shapiro (1916–2003), Jazz-Bassist
- Glenn Langan (1917–1991), Schauspieler
- Keith Andrews (1920–1957), Rennfahrer
- Hal Anger (1920–2005), Elektroingenieur und Biophysiker
- William C. Olson (1920–2012), Politikwissenschaftler

### 1921 bis 1940
- Harold M. Agnew (1921–2013), Physiker
- Charles Gates junior (1921–2005), Geschäftsmann und Philanthrop
- Harold Lester Johnson (1921–1980), Astronom
- Mark Roberts (1921–2006), Schauspieler
- Margaret Singer (1921–2003), klinische Psychologin und Hochschullehrerin
- William C. Cramer (1922–2003), Politiker
- John Eisenhower (1922–2013), Militär, Diplomat und Autor
- George Roche Evans (1922–1985), Weihbischof in Denver
- Teala Loring (1922–2007), Filmschauspielerin
- Gordon Mitchell (1923–2003), Body-Builder und Schauspieler
- Donald William Montrose (1923–2008), vierter Bischof von Stockton in Kalifornien
- Silkirtis Nichols (1923–2016), Schauspieler
- Jack O’Neill (1923–2017), Unternehmer
- Pat Hingle (1924–2009), Schauspieler
- George Marsaglia (1924–2011), Mathematiker und Informatiker
- Barbara Bates (1925–1969), Schauspielerin
- Shirley Hufstedler (1925–2016), Juristin und Politikerin
- Dolores LaChapelle (1926–2007), Bergsteigerin, Skifahrerin, Taiji (chinesische Philosophie)-Lehrerin, Kulturhistorikerin und Anführerin der Tiefenökologie-Bewegung
- David Brion Davis (1927–2019), Historiker
- Barbara Rush (1927–2024), Schauspielerin
- Jerome Biffle (1928–2002), Leichtathlet
- Wayde Preston (1929–1992), Schauspieler
- Matthew Meselson (* 1930), Genetiker, Biologe und Chemiker
- R. Stephen Berry (1931–2020), Chemiker und Professor für Physikalische Chemie
- Alan K. Simpson (1931–2025), Politiker
- Freddy Rodriguez (1931–2020), Jazzmusiker
- John Leonard Swigert (1931–1982), Astronaut
- Gerald Paul Carr (1932–2020), Astronaut
- Jack Gilbert Graham (1932–1957), Massenmörder
- Robert T. Herres (1932–2008), General der US Air Force und Manager
- Jody Reynolds (1932–2008), Rockabilly-Sänger, Gitarrist und Songwriter
- John Searle (* 1932), Philosoph
- John Browning (1933–2003), Pianist
- Debra Paget (* 1933), Schauspielerin
- Ann E. Todd (1933–2020), Schauspielerin
- John Lewis Hall (* 1934), Physiker
- David E. Zweifel (1934–2022), Diplomat
- Jim Mitchell (≈1935–2016), Gitarrist
- Haskell Sadler (1935–1994), Bluessänger, Songwriter und Gitarrist
- Roger Edward Reynolds (1936–2014), Mediävist
- Chuck Berghofer (* 1937), Musiker
- Don Bonker (1937–2023), Politiker
- Robert Moran (* 1937), Komponist
- Tom Bower (1938–2024), Schauspieler und Produzent
- Mary Jo Catlett (* 1938), Schauspielerin und Synchronsprecherin
- Dean Reed (1938–1986), Schauspieler, Sänger, Drehbuchautor und Regisseur
- Dewey Weber (1938–1993), Surfer
- Swain Wolfe (1939–2021), Schriftsteller und Filmemacher
- Hank Brown (* 1940), Politiker
- Maurice Frilot (1940–2021), Boxer

### 1941 bis 1950
- John De Andrea (* 1941), Bildhauer
- Don Grusin (* 1941), Pianist und Keyboardspieler
- Ron Pinkard (* 1941), Schauspieler
- Wayne Carson (1942–2015), Country-Musiker
- Paul Warburton (1942–2022), Jazzmusiker
- Robert K. Colwell (* 1943), Ökologe, Evolutionsbiologe und Hochschullehrer
- Paul Sharits (1943–1993), Künstler und Filmemacher
- Richard Ball (* 1944), Radrennfahrer
- William Robert Casey (* 1944), Bergbauingenieur und Diplomat
- Donna Haraway (* 1944), Naturwissenschaftshistorikerin, Biologin, und Professorin
- Jan-Michael Vincent (1945–2019), Schauspieler
- Jeremy Rifkin (* 1945), Ökonom und Publizist
- John Allen Paulos (* 1945), Mathematikprofessor
- Tom Tancredo (* 1945), Politiker
- Chuck E. Weiss (* 1945–2021) Songwriter, Schlagzeuger und Sänger
- Connie Willis (* 1945), Science-Fiction-Schriftstellerin
- John M. Lounge (1946–2011), Astronaut
- L. Neil Smith (1946–2021), Science-Fiction-Autor und politischer Aktivist
- Jane Lubchenco (* 1947), Meeresbiologin
- Stephen Mosko (1947–2005), Komponist, Dirigent und Musikpädagoge
- Ralph Walker Nickless (* 1947), römisch-katholischer Bischof von Sioux City
- William Pell (1947–2003), Opernsänger
- Rex Weyler (* 1947), US-amerikanisch-kanadischer Ökologe, Autor, Journalist und Greenpeace-Aktivist
- Michael Livingston (* 1948), Ruderer
- Dallas Taylor (1948–2015), Schlagzeuger
- David W. Ball (* 1949), Schriftsteller
- John Foster „Chip“ Berlet (* 1949), investigativer Journalist, Finanzanalyst, Fotojournalist, Autor, TV-Experte und Aktivist
- Thomas Bopp (1949–2018), Astronom
- Eugene Fodor (1950–2011), Violinist
- Karl Rove (* 1950), stellvertretender Stabschef des Weißen Hauses und Berater von George W. Bush

### 1951 bis 1960
- Philip Bailey (* 1951), Funk-, Soul- und R&B-Künstler
- Leigh Kennedy (* 1951), Schriftstellerin
- Patricia Mattick (1951–2003), Schauspielerin
- Gary Conelly (* 1952), Schwimmer
- Chuck E. Weiss (1952–2021), Songwriter, Schlagzeuger und Sänger
- Tim Allen (* 1953), Schauspieler und Stand-up-Komiker
- Michael J. Anderson (* 1953), Schauspieler
- Duane Chapman (* 1952), Kopfgeldjäger
- John Davis (* 1953), Filmproduzent
- Gottfried Fischer (* 1953), österreichischer Sprachwissenschaftler, Sprachkritiker und Sprachpfleger
- Ed Perlmutter (* 1953), Politiker
- Victor Amaya (* 1954), Tennisspieler
- Greg Harris (* 1955), Politiker
- Paul Romer (* 1955), Wirtschaftswissenschaftler
- Bill Ritter (* 1956), Politiker
- Gary Crawford (* 1957), Nordischer Kombinierer
- Kerry Lynch (* 1957), Nordischer Kombinierer
- Rick Davis (* 1958), Fußballspieler
- Mark Sink (* 1958), Fotograf
- Francesca Woodman (1958–1981), Fotokünstlerin
- Marti Epstein (* 1959), Komponistin
- Jill Sobule (1959–2025), Sängerin, Songwriterin und Filmschauspielerin
- Chris Steinfeld (* 1959), Segler, Medaillengewinner bei WM und Olympia

### 1961 bis 1970
- Brad Schneider (* 1961), Politiker
- David Fincher (* 1962), Regisseur, Produzent und Schauspieler
- Dennis McGrane (* 1962), Skispringer
- Robert Frederick Smith (* 1962), Unternehmer
- April Dawn Heinrichs  (* 1964), Fußballspielerin
- Carin C. Tietze (* 1964), Schauspielerin
- Chris Eigeman (* 1965), Schauspieler, Regisseur sowie Drehbuchautor
- Scott Lowell (* 1965), Schauspieler
- Maria Quintana (* 1966), Freestyle-Skierin
- Beth Chapman (1967–2019), Kopfgeldjägerin und Reality-TV-Darstellerin
- John Gunther (* 1966), Saxophonist, Komponist und Bandleader
- Neil Gorsuch (* 1967), Jurist, Bundesrichter, Kandidat für den Supreme Court
- Alison Dunlap (* 1969), Radrennfahrerin und Weltmeisterin
- Shane Endsley (* 1969), Jazzmusiker und Komponist
- Corey Harris (* 1969), Blues und Reggae-Gitarrist, Sänger und Songschreiber
- Robert Holme (* 1969), Skispringer, Olympiateilnehmer
- Brandy Ledford (* 1969), Schauspielerin
- Toddy Walters (* 1969), Schauspielerin
- Dian Bachar (* 1970), Schauspieler
- Micah Buzianis (* 1970), Windsurfer
- Jonathan Kaye (* 1970), Profigolfer
- Daniel M. Lewin (1970–2001), Mathematiker, Informatiker
- Bryan Fogel (* um 1970), Dramaturg, Drehbuchautor und Filmproduzent

### 1971 bis 1980
- Buzz Calkins (* 1971), Autorennfahrer
- Jaques Lazier (* 1971), Autorennfahrer
- Frankie O’Dell (* 1971), Pokerspieler
- Jeffrey Pierce (* 1971), Schauspieler
- Stevie Johnston (* 1972), Boxer
- Matt Chojnacki (* 1973), Freestyle-Skier
- Tanner Foust (* 1973), Rennfahrer
- Brian Schottenheimer (* 1973), American-Football-Trainer
- Jonathan Vaughters (* 1973), ehemaliger Radrennfahrer, heutiger Radsportfunktionär
- Sera Cahoone (* 1975), Musikerin und Sängerin
- John Grahame (* 1975), Eishockeytorhüter
- Chauncey Billups (* 1976), Basketballspieler
- Daniel Baer (* 1977), Diplomat
- Roy Halladay (1977–2017), Baseballspieler
- Scott Nydam (* 1977), Radrennfahrer
- Siri Mullinix (* 1978), Fußballtorhüterin
- Amanda Aardsma (* 1979), Schauspielerin
- Ryan Lott (* 1979), Sänger und Multiinstrumentalist, Künstlername: Son Lux
- Scott C. Miller (* 1979), Aktivist, Mäzen und Diplomat
- Rob Nelson (* 1979), Biologe und Filmemacher
- Meredeth Quick (* 1979), Squashspielerin
- Mike Alvarado (* 1980), Profiboxer
- Rebecca Dussault (* 1981), Skilangläuferin
- Shannon Lucio (* 1980), Schauspielerin
- Kirk Knuffke (* 1980), Jazzmusiker

### 1981 bis 1990
- Brian Rast (* 1981), Pokerspieler
- T. J. Miller (* 1981), Schauspieler und Komiker
- Isaac Slade (* 1981), Leadsänger, Songwriter und Pianist
- Kristen Renton (* 1982), Schauspielerin
- Charity Shea (* 1983), Schauspielerin
- Scott Beck (* 1984), Drehbuchautor, Filmproduzent und -regisseur
- Hanna R. Hall (* 1984), Schauspielerin
- Rajeev Ram (* 1984), Tennisspieler
- Eve Torres (* 1984), Tänzerin, Model und Wrestlerin
- Kenny Warren (* 1984), Jazzmusiker
- Annaleigh Ashford (* 1985), Schauspielerin und Sängerin
- Brandon Crombeen (* 1985), Eishockeyspieler
- Tyler Polumbus (* 1985), Footballspieler
- Ben Bishop (* 1986), Eishockeytorhüter
- Calais Campbell (* 1986), American-Football-Spieler
- Joe Filippone (* 1986), Schauspieler, Synchronsprecher und Filmschaffender
- Luke Gilford (* 1986), Künstler, Fotograf, Drehbuchautor und Filmregisseur
- Blake Masters (* 1986), Unternehmer, Autor und Politiker
- Colin Stranahan (* ≈1986), Jazzmusiker
- Kristin Cavallari (* 1987), Schauspielerin und Model
- Jeremy Dodson (* 1987), amerikanisch-samoanischer Sprinter
- Jessica Rothe (* 1987), Schauspielerin
- Anikka Albrite (* 1988), Pornodarstellerin
- Doug DeMuro (* 1988), YouTuber
- Steven Christopher Parker (* 1989), Schauspieler
- Neofytos Sakellaridis-Mangouras (* 1989), griechischer Radsportler

### Seit 1991
- Summer Cook (* 1991), Triathletin
- Ariel Gebhardt (* 1991), Volleyballerin
- Miki Ishikawa (* 1991), Schauspielerin und Sängerin
- Drew Shore (* 1991), Eishockeyspieler
- Nick Shore (* 1992), Eishockeyspieler
- Jaelene Hinkle (* 1993), Fußballspielerin
- AnnaSophia Robb (* 1993), Schauspielerin
- Wyndham Clark (* 1994), Profigolfer
- Phillip Lindsay (* 1994), Footballspieler
- Kali Malone (* 1994), Komponistin und Organistin
- Jaccob Slavin (* 1994), Eishockeyspieler
- Brendan Lemieux (* 1996), Eishockeyspieler
- Joseph Castanon (* 1997), Schauspieler
- Margie Freed (* 1997), Skilangläuferin und Biathletin
- Troy Terry (* 1997), Eishockeyspieler
- Jack Vance (* 1997), Tennisspieler
- Jamie Vance (* 1997), Tennisspieler
- Scott Huffaker (* 1999), Autorennfahrer
- Birk Irving (* 1999), Freestyle-Skier
- Chad Muma (* 1999), American-Football-Spieler
- Stacy Gaskill (* 2000), Snowboarderin
- Ji-young Yoo (* 2000), Schauspielerin
- Anna Hall (* 2001), Leichtathletin
- Jalen Williams (* 2001), Basketballspieler
- Ava Sunshine (* 2002), Skirennläuferin
- Emma Weber (* 2004), Schwimmerin
- Gitanjali Rao (* 2005), Wissenschaftlerin und Erfinderin

## Berühmte Einwohner von Denver
- Frank Damrosch (1859–1937), deutsch-amerikanischer Dirigent und Musikerzieher
- Alma Bridwell White (1862–1946), Gründerin der Methodist Pentecostal Union Church und Gründerin und Bischöfin der Pillar-of-Fire-Kirche
- Rice W. Means (1877–1949), Politiker
- Simon Guggenheim (1867–1941), Geschäftsmann und Politiker
- Horace Henderson (1904–1988), Jazz-Pianist, Arrangeur und Bandleader
- Josef Korbel (1909–1977), tschechoslowakischer Diplomat
- Hilde Berger (1914–2011), Widerstandskämpferin gegen den Nationalsozialismus
- Philip F. Anschutz (* 1939), Milliardär
- Marshall Bell (* 1942), Schauspieler
- Michael A. Russ (1945–2021), Fotograf, Fotodesigner und Regisseur
- Dianne Reeves (* 1956), Jazzsängerin und Songautorin
- Paul Wylie (* 1964), Eiskunstläufer
- Douglas Emerson (* 1974), Schauspieler